# The Land Baron of San Tee
The Land Baron of San Tee è un cortometraggio muto del 1912 diretto da Allan Dwan

## Produzione
Il film fu prodotto dalla Flying A (American Film Manufacturing Company).

## Distribuzione
Distribuito dalla Motion Picture Distributors and Sales Company, il film - un cortometraggio di 301,75 metri - uscì nelle sale cinematografiche statunitensi il 26 febbraio 1912 e in quelle britanniche il 24 aprile di quello stesso anno.